# Accademia europea delle scienze e delle arti
L’Accademia europea delle scienze e delle arti (nome ufficiale in latino: Academia Scientiarum et Artium Europaea) è un'istituzione culturale fondata nel 1990 a Salisburgo. È costituita da circa 1500 scienziati e artisti, tra cui 29 premi Nobel, e non ha scopo di lucro: è sovvenzionata dall'Unione europea, dall'Austria e da enti pubblici e soggetti privati, benché rimanga comunque ideologicamente e politicamente indipendente.
Fin dai primi anni 2000, l'Accademia ha sviluppato un progetto universitario chiamato Alma Mater Europaea. L'università è stata poi fondata nel 2010.

## Settori di studio
I membri dell'accademia sono suddivisi in 7 settori di studio:
I. Discipline umanistiche
II. Medicina
III. Arte
IV. Scienze naturali
V. Scienze sociali, diritto ed economia
VI. Tecnica e scienze ambientali
VII. Religioni del mondo